# Custompainting

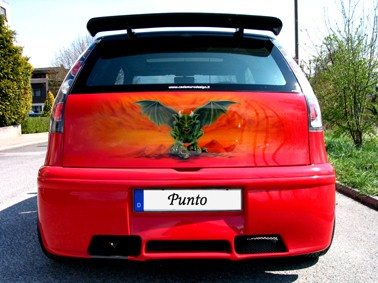
Airbrushlackierung auf einem Tuningcar

Als Custompainting bezeichnet man überwiegend das Bemalen von Fahrzeugen. Meist wird hierbei die Airbrushtechnik bevorzugt. Die bemalten Stellen des Fahrzeugs müssen mit Klarlack überlackiert werden, um sie vor äußeren Einflüssen wie etwa Schmutz, Regen oder Fingerabdrücken zu schützen. Außerdem kommt das gebrushte Bild durch den Glanzlack wesentlich besser zur Geltung. Zum Bemalen kann zwischen Lack- und Acrylfarben gewählt werden. Mittlerweile wird auch das Gestalten anderer (Alltags-)Objekte als Custompainting bezeichnet. 
In der Luftfahrt kommen derlei Sonderlackierungen öfter vor und sind teilweise ein beliebtes Fotomotiv von Planespottern. Themen von Sonderlackierungen sind dabei Luftfahrtallianzen, Tourismus-Werbung, Werbepartner (wobei teilweise sogar die Fluggesellschaft eine Lizenzgebühr für die Nutzung entsprechender Lackierungen bezahlt), oder "retro-Lackierungen", die sich auf die Geschichte der Fluggesellschaft oder von ihr absorbierte Gesellschaften bezieht (z. B. XYZ Air hat ABC Air aufgekauft und bemalt Flugzeuge bewusst und im Design der ABC Air).